# Trichostomatia
Trichostomatia is een onderklasse van de klasse Litostomatea. De onderklasse Trichostomatia omvat twee ordes, Entodiniomorphida en Vestibuliferida.

## Kenmerken
De onderklasse omvat voornamelijk trilhaardiertjes die voorkomen in het spijsverteringskanaal van gewervelde dieren. Typerend voor de trilhaardiertjes die tot deze onderklasse horen is een sterk met cilia (trilhaartjes) behaarde mond. De meeste trilhaardiertjes zijn voor de voortbeweging afhankelijk van één voortbewegingsmechanisme, maar de onderklasse bevat ook soorten die meerdere mechanisme bezitten.